# Бучюняй (Расейняйський район)
Бучюняй (Bučiūnai) — хутір у Литві, Расейняйський район, Аріоґальське староство, знаходиться за 1 км від села Вередува. 2001 року в Бучюняї проживала 21 людина, 2011-го — 16.

## Принагідно
- Bučiūnai (Raseiniai) [Архівовано 7 листопада 2016 у Wayback Machine.]

| Литва | Це незавершена стаття з географії Литви. Ви можете допомогти проєкту, виправивши або дописавши її. |